# Générac, Gard
Générac là một xã trong vùng hành chính Occitanie, thuộc tỉnh Gard, quận Nîmes, tổng Saint-Gilles. Tọa độ địa lý của xã là 43° 43' vĩ độ bắc, 04° 20' kinh độ đông. Générac nằm trên độ cao trung bình là 82 mét trên mực nước biển, có điểm thấp nhất là 29 mét và điểm cao nhất là 144 mét. Xã có diện tích 24,26 km², dân số vào thời điểm 2005 là 3692 người; mật độ dân số là 132 người/km².

## Thông tin nhân khẩu
| 1962  | 1968  | 1975  | 1982  | 1990  | 1999  | 2005  |
| ----- | ----- | ----- | ----- | ----- | ----- | ----- |
| 1.650 | 1.682 | 1.764 | 2.113 | 2.925 | 3.223 | 3.692 |